# Оптичний приціл

Типи сіток оптичних прицілів

Оптичний приціл — оптичний прилад, призначений для точного наведення зброї на ціль. Може бути також використаний для спостереження за місцевістю і для визначення відстаней до предметів (якщо відомі їх розміри).

## Особливості
- Зображення цілі і прицільної сітки знаходиться на одній відстані від ока, що дозволяє чітко їх бачити і знижує стомлюваність очей;
- Оптичний приціл збільшує розміри цілі, що дозволяє виконувати точне наведення зброї на віддалені або малорозмірні цілі;
- Оптичний приціл збирає більшу кількість світла, ніж око, що дозволяє чітко бачити предмети при низькій освітленості. Деякі приціли додатково оснащені пристроєм підсвічування прицільної сітки, що дозволяє бачити її чітко на тлі темної цілі;
- Використовуючи прицільну сітку, можна визначити кутові розміри цілі, що дозволяє розрахувати відстань до неї;
- Оптичний приціл, як правило, дозволяє налаштувати його під стрільця з дефектами зору (короткозорість або далекозорість), що дозволяє стріляти без окулярів;
- Оптичний приціл зменшує поле зору, що може заважати пошуку цілі й прицілюванню по рухомій цілі;
- При стрільбі з використанням оптичного прицілу стрілець часто закриває одне око, зосереджуючись на цілі в прицілі. Це створює небезпеку для стрільця, тому що з закритим оком він не зуміє помітити противника, якщо той з'явиться збоку (скажімо, при виконанні противником патрульного обходу місцевості), поза полем зору оптичного прицілу. Тому досвідчені стрільці приділяють багато часу маскування своєї позиції і ведуть прицілювання, тримаючи відкритими обидва ока;
- На малих відстанях (менше 20-30 м) приціл створює розмите зображення і з'являється паралакс (при русі ока щодо прицілу, прицільна сітка рухається щодо зображення цілі), що знижує точність прицілювання. Деякі приціли дозволяють відрегулювати їх для стрільби на малих відстанях;
- При стрільбі око повинно перебувати на певній відстані від прицілу (як правило, це відстань перебуває в межах 5-10 см), інакше виникають спотворення, зменшується поле зору і виникає загроза травмування очей через віддачу зброї. Якщо приціл оснащений гумовим наочником, то око необхідно розміщувати впритул до нього.

## Різновиди

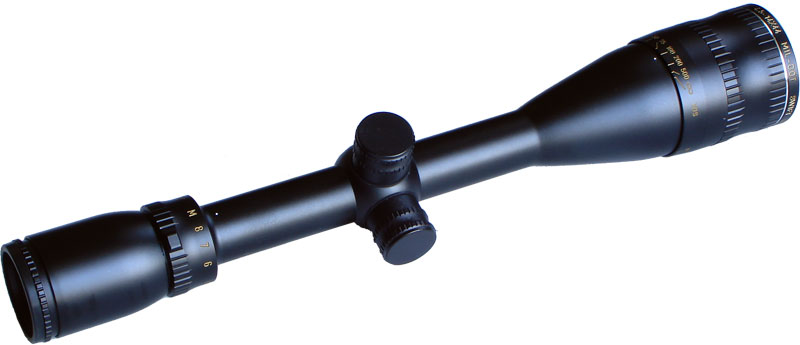

Оптичні приціли класифікуються за оптичним збільшенням і діаметром об'єктива. Наприклад, 10×50 буде означати 10-ти кратне збільшення при використанні 50 мм лінзи об'єктиву. Загалом, об'єктиви великого діаметра, завдяки своїй здатності захоплювати велику кількість світла, матимуть більшу вихідну зіницю і таким чином проектуватимуть більш яскраве зображення на окуляр. При виборі прицілу з фіксованим збільшенням параметри збільшення і діаметр об'єктиву обирають відповідно до способу використання.
Існують оптичні приціли із змінним збільшенням. Збільшення може змінюватись вручну за допомогою різного типу механізмів. Приціли із змінним збільшенням мають більший спектр застосування і дозволяють стріляти на різні відстані, у різні цілі і при різних умовах освітленості і дозволяють мати відносно широке поле зору при налаштуванні на велике збільшення. Синтаксис маркування оптичних прицілів із змінним збільшенням буде наступним: мінімальне збільшення — максимальне збільшення × лінза об'єктиву, наприклад, 3–9×40.

### Оптичні параметри
Оптичні приціли створюються для конкретних застосувань і задач в яких вони мають використовуватись. Всі ці відмінності породжують цілий набір оптичних параметрів. Цими параметрами є:
Збільшення — Співвідношення фокусної відстані окуляра до фокусної відстані об'єктива дає можливість розрахувати параметр лінійного збільшення прицілу. Фактор збільшення 10, наприклад, утворює зображення аналогічне тому, якби споглядач знаходився в 10 раз ближче до об'єкта. Менше збільшення зменшує чутливість до тремтіння. Більше наближення призводить до меншого поля зору.
Діаметр об'єктиву — від діаметра зовнішньої лінзи об'єктиву залежить кількість світла від зображення, яку приціл може зібрати. Він зазвичай задається в міліметрах.
Поле зору — Поле зору оптичного прицілу залежить від його оптичної схеми. Воно задається як лінійне значення, що являтиме собою кількість метрів в ширину буде видно на 100 м (110 ярд), або як значення кута в градусах видимої області.
Вихідна зіниця — Оптичний приціл концентрує світло, що збирає об'єктив у пучок, вихідну зіницю, діаметр якої дорівнюватиме діаметру об'єктива розділеного на силу збільшення. Для максимально ефективної світлосили і яскравості зображення, діаметр вихідної зіниці має дорівнювати діаметру повністю розширеної райдужки людського ока — що приблизно становить 7 мм, і зменшується з віком. Якщо пучок світла, що прямує з окуляра буде більшим за зіницю в яку він поступає, будь-яке світло що не потрапляє в зіницю буде змарноване, бо ця частина інформативного зображення не потрапить до ока.

## Прицільні сітки
Прицільна сітка являє собою металевий трафарет (у простому випадку — дві перехрещені зволікання), або скло з нанесеним на нього малюнком. Прицільна сітка розміщується або в першій (знаходиться в середині прицілу, зображення в ній перевернуте), або в другій (знаходиться в районі окуляра, зображення пряме) фокальній площині прицілу.
Для наведення зброї на ціль необхідно поєднати зображення цілі із зображенням певної частини прицільної сітки (це може бути пеньок, перехрестя, куточок тощо). При пристрілюванні спеціальними маховичками переміщують сітку, поєднуючи її з середньою крапкою влучення.
Існують різні прицільні сітки, зручні в різних ситуаціях:

### Сітка«хрест»

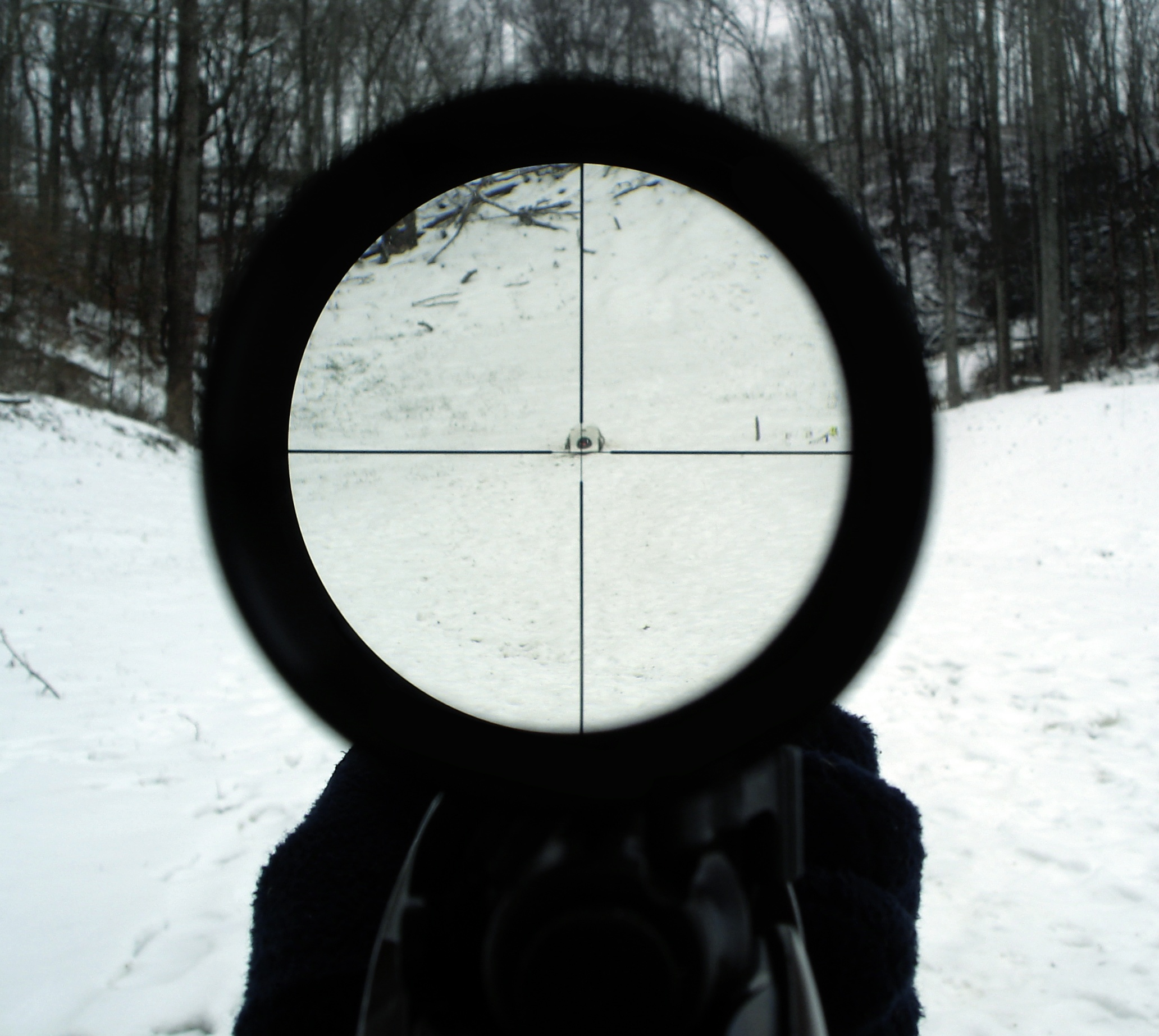
Збірний образ прицільної сітки «хрест»

Дозволяє з високою точністю навести зброю на невелику і/або віддалену нерухому ціль. Знаючи кутову відстань від перехрестя до потовщення ниток, можна оцінити кутові розміри цілі.

### Сітка«пеньок»
Дозволяє швидко наводити зброю на ціль. Знаючи проміжок між бічними лініями, можна оцінити кутові розміри цілі.

### Сітка«a-la ПСО-1»

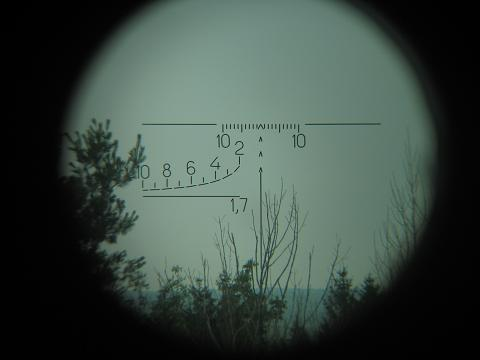
Прицільна сітка ПСО-1

Вперше була застосована на радянському оптичному прицілі ПСО-1, зараз застосовується на багатьох прицілах, в основному виробництва СНД.
Сітка дозволяє з високою точністю навести зброю на невелику і/або віддалену нерухому ціль і точно визначити її кутові розміри. Має додаткову дальномірну шкалу, яка дозволяє швидко визначити відстань до стоїть у повний зріст людини 1,7 м (є версії, розраховані на іншу висоту цілі 1,8 м). Додаткові прицільні куточки дозволяють стріляти на різні відстані, не налагоджуючи приціл.
Одна поділка шкали дорівнює приблизно 1/1000 радіана чи просто однією «тисячної». Відстань до предмета в одиницях довжини дорівнює його розміром в одиницях довжини, помноженому на 1000 і поділеній на його кутовий розмір у тисячних. Наприклад, якщо предмет має ширину 0,7 м і кутову ширину 4 тисячних, то відстань до нього 0.7 * 1000/4 = 175 м.

### Сітка «Mil-Dot»

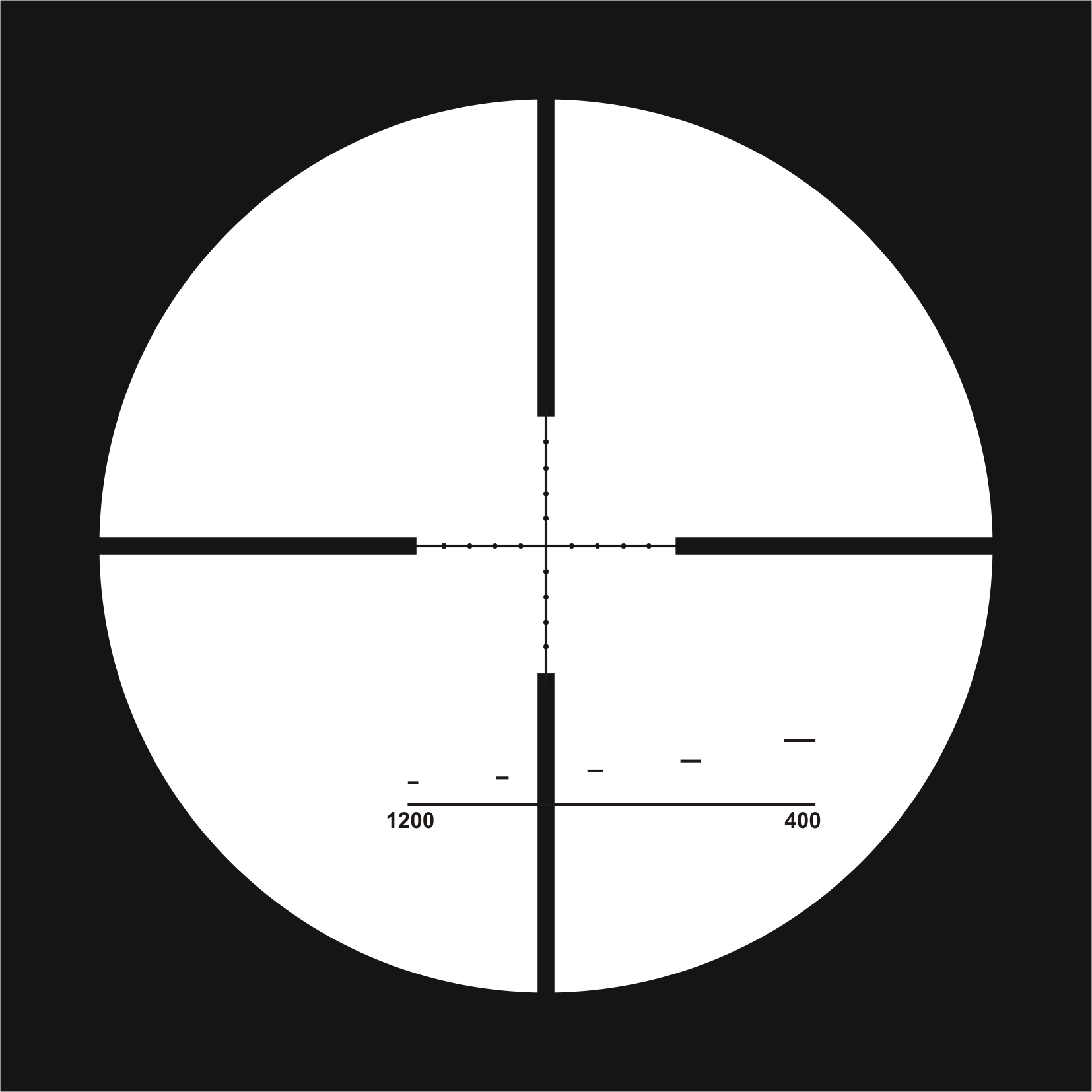
Збірний образ прицільної сітки «Mil-Dot»

Така сітка також дозволяє з високою точністю навести зброю на невелику і/або віддалену нерухому ціль і точно визначити відстань до цілі. Кутова відстань між точками на сітці — одна тисячна. Кутові розміри самих точок, як правило, 0,2 тисячної, а кутова відстань між краями сусідніх точок — 0,8 тисячної. 

## Виробники
- Білоруське оптико-механічне об'єднання
- Вологодський оптико-механічний завод
- Новосибірський приладобудівний завод